# Чекалин, Михаил Геннадиевич
Чека́лин Михаи́л Генна́диевич (27 мая 1959, Москва — 28 декабря 2024, Москва) — советский и российский композитор, исполнитель (фортепиано, клавишные электромузыкальные инструменты, вокал), художник, продюсер, артист аудиовизуального жанра, стоявший у истоков разных направлений современной музыки в эпоху андерграунда 1970—1980-х годов, один из пионеров звука [неизвестный термин], автор сочинений электронной, экспериментальной, прогрессив-рок, симфонической и камерной музыки, а также музыки для театра, кино и балета.

## Биография
Отец, Геннадий Фёдорович Чекалин (1929—2001) — советский инженер, изобретатель аэростатов, «оставивший после себя более сотни авторских патентных свидетельств на „изделия“, большая часть из которых и по сию пору фигурирует только под номерами и по ведомству 1-го отдела», как писал журнал Авиация и Космонавтика, № 12 2003.
После музыкальной школы М. Чекалин учился в музыкальном училище им. Октябрьской революции, по окончании которого поступил в ГМПИ им. Гнесиных. Композицией занимается с 1973 года. «Возможно, он является наиболее влиятельным современным композитором за последние 35 лет в бывшем СССР, а теперь в России». М. Чекалин признан основоположником направления Philharmonic New Age[неизвестный термин], а в контексте русской сцены в конце 1970-х является основателем отечественного эмбиента. В 1980-е он продекларировал такие направления и концепции, как «Пост-поп», «Симфония-Фонограмма». В 1990-е М. Чекалин вводит термин «Пост-симфония», которому верен до сих пор, интерпретируя в этом направлении не только различные классические музыкальные стили, но и арт-школы как таковые, иллюстрируя тем самым не только историю искусств, но и обнажая смену парадигмы, порождающую подмену понятий в современном искусстве. Сразу несколько его сочинений, выпущенных в свет в США, представлены как пост-симфонические: «Музыка Чекалина, как Шостаковича электронного поколения».
По мнению авторитетного британского журнала Audion «Михаил Чекалин, безусловно, является одним из наиболее радикальных новаторов среди композиторов электронной музыки не только в России, но и во всем мире. Он вывел искусство синтезаторной музыки далеко за первоначальные рамки жанра». Алан Фриман Аудион #25 (June 1993). «Михаил Чекалин ныне считается одним из лучших современных не-групповых композиторов России. Испытав влияние таких, как Прокофьев, Стравинский, Рахманинов и восточно-европейской фолк-музыки, он начал прибегать к синтезаторно-электронным технологиям, зарождавшимся в конце 1970-х — начале 1980-х, для создания радикально новаторских работ. < … > Набираются обороты и фонограмма обогащается зловещими духовыми в манере Стравинского < … > Синкопированные партии духовых — уникально русские. Далее Чекалин продолжает вводить, или, если угодно, накладывать, всевозможные элементы, включая семплы из 80-х, этнический распев, обработанные звуки, и инструменты, пока хватает места. Медленно и кинематографично развивающийся гул, где ведут Заппа'-ские духовые, нарастает и по напряжению, и по Чарлз-Айвз-ской плотности. Самое лучшее это то, что последующие композиции следуют более-менее той же формуле. Слышал ли я что-нибудь подобное? Никогда. К такой музыке, возможно, пришли бы Шостакович и Айвз', если бы они дожили, чтобы овладеть несколькими семплерами и компьютером заодно с оркестром», Стив Хиджиди, веб-страницы «Золтанс Прогрессив».
Композитор, независимый от официальных советских структур музыкального цеха, работающий в электронном амплуа самодостаточности в исполнительской реализации. Так, в обращении к звукозаписи, складывался путь, практически, от начала, ещё в 1970-е годы; в условиях, когда несанкционированная, подпольная звукозапись преследовалась по закону, и не только использование, но и сами технические средства звукозаписи были легально доступны лишь официальным «членам союза», композиторам и исполнителям или государственным коллективам.
«Его творчество было экспериментально: стилистически осваивать новые территории — это и являлось, по сути, его движущей мотивацией. Работая вне рамок официальной культуры, художник, в то же время, взрывал её рубежи… На протяжении своей карьеры Чекалин выпустил около 30 с лишним сольных дисков — сочинений в диапазоне звукового спектра — от Пост-Поп (LP Мелодия 1988 — „Пост-поп — нон-поп“), фри-джаз, электронных и Пост-симфонического (в частности этот термин он употребил в заголовке сочинения „Поругание Пацифика“) направлений. В то время как его музыка была известна мне с 1980 года.» (А. Паттерсон, Eurock, США)
«У меня нет биографии — есть только дискография» — как-то сказал о себе Михаил Чекалин в одном из интервью (перефразируя знаменитую фразу Милорада Павича). Ещё задолго до того как о нём начнут писать западные критики и многие его сочинения из накопившихся начиная с 1970-х обретут статус изданий — Михаилу Чекалину практически до конца 1980-х годов приходилось тем не менее проживать весь биографический опыт артиста неофициального искусства СССР несмотря на благополучное московское детство и классическое начало становления юного музыканта… Так, например, пока ещё не предвещавшее будущей деятельности по ту сторону официальной советской культуры занятие композицией делает его в 1976 году лауреатом московского конкурса молодых композиторов, приуроченного к 25 съезду КПСС, за сочинение нескольких частей оратории «Есть такая партия», начатой в 1975 году. (о чём сообщала публикация в «Московской правде» 1976, 16 марта) Название, или «адресованность», оратории продиктовывалось обязательными условиями конкурса; но крылатая ленинская фраза не была для совсем ещё юного композитора ни в чём компромиссом. Посвятив ленинской теме весьма диссонансное и экспериментальное звучание музыки, композитор — будучи увлеченным идеалами хиппи и некоторыми направлениями западного нового искусства, проповедовавшими левые коммунистические взгляды и фигуру самого Ленина и, как и движение хиппи, являвшимися носителями протестно-бунтарских настроений именно по отношению к капиталистическому строю, — усматривал здесь параллели с тем подлинным революционным прошлым Ленинской поры и эпохи расцвета русского-раннего советского авангарда; и противопоставлял романтику настоящей революции подмененным идеалам современного ему настоящего- советского строя 70-х годов двадцатого века. Исполненная силами студенческого оркестра и хора, оратория вызвала весьма скандальную реакцию и поделила на две оппозиционных партии жюри этого конкурса, состоявшее из советских композиторов и деятелей культуры первой величины, — казалось бы, не столь уж важного, московского значения, конкурса среди студентов музыкальных заведений — но посвященного съезду… именно благодаря присутствию в жюри маститых советских классиков, ещё живших в то время, приз был отдан оратории, этому современному сочинению, радикально не похожему на те, что писались на заказ по такому ленинскому поводу.
Но ни юношеское приношение ленинской теме, ни красный диплом не защитят его от вменённого ему имиджа диссидентского нелегального композитора, пропагандирующего чуждую советскому официальному искусству прозападную музыку (о которой, правда, спустя десятилетие именно западные критики[кто?] написали как об уникально самобытной и русской). Однако в 70-х — начале 80-х имидж инакомыслящего украшением биографии отнюдь не служил (что не удивительно, если «вдумчивым биографом» служит КГБ, по словам последнего поэта-кубофутуриста). Госбезопасность с рвением и бдительностью присматривала за хоть и юными и начинающими, но заявлявшими о себе как о независимо мыслящих художниками. Ещё в студенческую пору, в том самом конце 70-х, молодой музыкант «удостоился», так сказать — был исключен из комсомола, затем из вуза — за пропаганду чуждых эстетических взглядов — далее, в начале 1980-х, побывать на «собеседовании» на Лубянке, то есть подвергнуться официальному допросу на предмет антисоветской деятельности, каковая по-прежнему, очевидно, сводилась к занятиям инструментальной музыкой. Фешенебельным атрибутом подобный факт биографии станет позже, когда, в 1990-е, делиться воспоминаниями о своей диссидентской ненависти к советскому режиму войдёт в моду как раз у тех деятелей культуры, облеченных карьерным благополучием и высокими званиями, кто ангажементом своим были обязаны именно советскому правительству Брежнева.
Полунелегальным, подпольным, автором композитор продолжал оставаться практически до 1987 года; тем не менее, происходили отдельные пересечения с официальной отечественной культурой. Некоторое время (с 1979 по 1981) М. Чекалин работал клавишником и аранжировщиком в известном советском ВИА «Самоцветы». Однако оставался при этом «невыездным» — то есть без права выезда за границу на гастроли; также испытал на себе феномен «братской могилы», когда в концертах, проходивших в больших городах-столицах, в первую очередь, в самой Москве — где он родился и вырос — не объявляется имя.
С 1982 года Чекалина как композитора начинают приглашать в столичные театры для написания музыки к спектаклям, шедшим на таких известных театральных площадках, как, например, ЦДТ, в 1984 году (музыка и, отчасти, сценографическое решение к спектаклю «Малыш», по повести А. и Б. Стругацких), «Театр На Малой Бронной» в том же 1984 году (спектакль «Детектив каменного века» по пьесе А. Володина), наконец, в 1986 году, балет «Фауст. XX век» для Театра Ледовых Миниатюр Игоря Бобрина. Основная профессиональная деятельность связана с выступлениями в рамках исключительно собственных свето-музыкальных представлений на московской внеофициальной сцене; иногда это бывают официально разрешенные, с формальной точки зрения, показы, тематически приуроченные (космос, или архитектура, или художественно-техническое творчество) на бесплатных, разумеется, мероприятиях, в домах культуры или домах творческой интеллигенции, во всевозможных официальных культурных учреждениях столицы (например, Московский Дом Архитекторов, Павильон «Космос» ВДНХ, Дом культуры МЭЛЗ и др.).
М. Чекалин осуществил свои первые аудио-визуальные перформансы ещё в конце 1970-х, «Экспериментальная студия электронной музыки и динамической светографики» Михаила Чекалина — одна из провозвестниц футуристического искусства (Future Art Form) лазерных светошоу — существовала с 1979 по 1992 год, и, по свидетельству журнала Киборд, июнь 1988), являлась «прямой наследницей идей скрябиновской студии». Физик Д. Чекалин и художник С. Дорохин создали световой орган собственной конструкции, который придавал музыке Михаила, говоря его словами: «линию и цветовую аранжировку в стиле Кандинского».
Кроме того в 1980-е годы в течение десяти лет звуковые полотна (Soundscapes) М. Чекалина, в частности, его знаковые «Медитации для препарированного электрооргана» I и II, «Утерянная психоделика» и другие сочинения, создавали sound entourage на знаменитых ежегодных выставках «Двадцати московских художников» на Малой Грузинской. Каждую весну эту неортодоксальную, трудно сказать — наземную или подпольную, выставку, посещало от семидесяти до девяноста тысяч поклонников искусства. Выставочный зал под крышей этих мастерских составлял неотъемлемую часть того подлинного московского андерграунда, ставшего классикой неофициального искусства СССР и Русского искусства последней четверти XX века.
Регулярное участие в качестве композитора в ежегодных легендарных московских выставках «Двадцати московских художников» завершает портрет Михаила Чекалина как культовой фигуры столичного элитарного художественного андерграунда 80-х годов двадцатого века.
Из книги Анны Флорковской «Малая Грузинская, 28. 1976—1988» (Издательство «Памятники исторической мысли», Москва 2009. Научное издание напечатано по решению НИИ «Теории и истории изобразительного искусства Российской Академии Художеств»): «Михаил Чекалин в те годы был единственным композитором, так плотно работавшим с художниками. < … > Новаторским на выставках „20“ было соединение в выставочном пространстве живописи и музыки. Композитор Михаил Чекалин пришел в выставочный зал на Малой Грузинской и познакомился с художниками группы „20 московских художников“ в 1979 году. Их совместные экспозиции стали первыми в практике отечественного искусства второй половины XX века выставками, где рядом с живописью зазвучала музыка, хотя опыты по объединению выразительных средств разных видов искусства начались ещё в начале 1960-х годов. Чекалин пишет в начале 1980-х музыкальные сочинения, в том числе такие как „Симфониетта воздуха“, „Медитации для препарированного органа“, „Медитация с колокольчиком“, „Звуки краски“, известные в дальнейшем по изданным на рубеже 1980-х-1990-х на фирме Мелодия трем виниловым дискам „Медитативная музыка для препарированного электрооргана“. <…> Сочинения Чекалина, в 1980-е он называл их „пространственной музыкой“, сопровождали выставки „20“ с 1980 по 1988 годы. В то время электронная музыка, написанная и сыгранная на синтезаторе, представляющем собой оркестр в миниатюре, и позволяющем воспроизводить необычное и „деформированное“ звучание, была самым модным и новым музыкальным жанром. Ещё на рубеже 1960-х-1970-х, когда этот жанр только возникал, к синтезатору обращались Э. Денисов, С. Крейчи, С. Губайдуллина, А. Шнитке, Э. Артемьев', но долгое время электронная музыка оставалась по звучанию заведомо „электронной“ иллюстрацией к эпохе НТР. Музыка Чекалина в те годы была такой же оппозицией к классической консерваторской музыке, как и живопись художников Малой Грузинской к официальному искусству. Подход к музыкальному сочинению как к полотну: полистилистическому, разнофактурному эклектическому целому, элитарному и массовому одновременно, во многом был тождественен пониманию живописи художниками-семидесятниками».
Однако сами музыкальные сочинения — альбомы-магнитофонные ленты — накапливались, не имея шансов на издание в виде пластинок.
Наконец, в 1987 году, после многолетних запрещающих худсоветов, фирма «Мелодия» утвердила решение об издании — это и был первый официально изданный диск «Вокализ в рапиде». («Вокализ в рапиде» открыл, в свою очередь, ранее не существовавшую на фирме «Мелодия» рубрику — «Электронная музыка». Тремя годами позже об этом специально напишет журнал «Билборд» в материале, посвященном истории фирмы «Мелодия» — «Звезды советской музыки».)* (Bilboard, 1990, 20 января). Знаменитый журнал «Classic Rock» № 6, июнь 2015, отметил альбом «Вокализ в рапиде» в номинации пяти самых необычных авангардных рок-альбомов за всю историю существования фирмы грамзаписи «Мелодия».
Следом выйдут в свет такие альбомы как «Пост-Поп — Нон-Поп» и серия из 12 виниловых дисков с избранными сочинениями электронной музыки — записями М. Чекалина периода конца 70-х — конца 80-х годов. Лондонский лейбл Warp Records в 2017 году приобрел у М. Чекалина права на трек «Вырванная страница» из альбома «Postpop-Nonpop» для хип-хоп трека «Rapture» совместного проекта Oneohtrix Point Never и Ishmael Butler.
«Русскую мистерию», записанную в 1989 году, «Mелодия» никак не решалась выпустить, несмотря на полный расцвет гласности;
и отчасти из-за того, что в авторском художественном решении буклета этого, одного из первых отечественных CD, ставших выходить на «Мелодии», вместе с мрачной фотографией, Чекалин использовал российский триколор — тогда и в проекте не мыслившийся государственным флагом — как небольшой значок-символ, с собственноручной росписью «Независимый Русский Композитор». Альбом «Русская мистерия» неожиданно вышел прямо в начале сентября 1991 года….
Поистине провиденциальное сочинение — и не только в смысле предугаданного будущего флага России — оно стало использоваться в качестве музыкального сопровождения к немалому числу телевизионных репортажей бурного начала 1990-х, в таких, например, передачах как «Взгляд», «Совершенно Секретно» и многих других.
В 1991 году появится первый официальный западный релиз — первое зарубежное издание, посвященное отечественной электронной музыке — это CD под названием «Электронная музыка — Взгляд на Восток. Электронная музыка России и Эстонии», выпущенный западногерманской фирмой ERDENKLANG и представлявший сразу нескольких композиторов и музыкантов электронной музыки СССР.
Михаил Чекалин выступает здесь не только в качестве автора-участника, но и как составитель диска и автор очерка по истории электронной музыки СССР по поручению основателя и продюсера ERDENKLANG Ульриха Рютцеля.
Вскоре, в 1993 году, на ERDENKLANG выйдет в свет и сольный диск Михаила Чекалина под названием «Пульсация ночи» — ставший первым зарубежным изданием электронной музыки отечественного автора в контексте мировой музыкальной сцены и так и остававшийся, каждый по-своему (NIGHT PULSATION вместе с Synthesizer-Music-From-Estonia-And-Russia) уникально-единственным западным изданием русской электронной музыки вплоть до самого конца двадцатого века; за исключением киносаундтреков Эдуарда Артемьева.
Ещё в начале 80-х, задолго до того, как о Чекалине станут писать западные критики, о его музыке высоко отзывался Франко Донатони (в частности, о «Медитациях для препарированного органа»); из отечественных классиков — Альберт Лемман, Святослав Рихтер (в 1984 году, о «Пульсации ночи» и некоторых других ранних работах); в конце 80-х — 90-х годах — Карлхайнц Штокхаузен, Фрэнк Заппа и др.
В девяностые годы после выхода в Германии альбома «Пульсация ночи» (снискавшего настоящее признание западных критиков), Михаил отказывается, однако, принять предложение эмигрировать и поселиться в Германии и остаётся в Москве, сначала принимая и остро реагируя на происходящую перестройку; но постепенно всё более обретая разочарование и понимание подтасовок, подмены смыслов, краха надежд и иллюзий гласности, прежде всего, не приемля фальшивое преобразование многих вчерашних просоветских карьеристов в разоблачителей и обвинителей советского строя — и не только среди политиков, но и среди деятелей искусства.
Скоро прекращается существование и самой фирмы «Мелодия» — таким боем с рутиной советских запретов завоеванного оплота, единственной национальной базы для творчества в области звукозаписи; на смену госмонопольной фирме пришли одни только мелкие и не ориентированные на мировые стандарты отечественные звукозаписывающие компании, с несерьезно-узким кругозором в музыкальной культуре, но с серьёзными финансовыми амбициями (ориентированные либо на личные вкусовые пристрастия владельца, либо, сугубо коммерчески, на самую невзыскательную, но массовую аудиторию популярной музыки).
Что повлекло за собой иной момент нового становления традиции андерграунда и переосмысления опыта такового в другом качестве — теперь уже не от генерального запрета сверху — как это было прежде в советские времена, где идеологическая монополия как консервативно-охранительная реальность, с её враждебным отношением к новому, имела внятный для художника идейный смысл, создавая для него ясную альтернативу — приспосабливаться или — нет, возведя статус отвергаемого официальной политикой в искусстве, культуре в некое творческое кредо.
Но было ли это выбором: оказавшись вне-официальным, художник автоматически становился гонимым, и годы уходили на то, чтобы власти попросту перестали мешать, а коллеги и институты — начали признавать.
Теперь же новая реальность, словно бы позволявшая делать выбор, но на самом деле отказывающаяся от искусства во всех его видах, кроме самого массового, банального развлекательного и потребляемого как продукт ширпотреба вообще — вынуждала самого художника сделать выбор.
Но теперь — уже сознательного отказа участвовать в новом хаосе и не приспосабливаться к циничной конъюнктуре; и занять позицию критическую и противоположную новым реалиям музыкального отечественного бизнеса, зарождавшегося ещё в конце 1980-х и так бурно набиравшего (финансовые) обороты, что не осталось времени на выработку идеалов и вкусов, каких бы то ни было, кроме неразборчивой, порой и просто непрофессиональной спекуляции на довольно низком уровне массовой музыкальной культуры.
Кроме того, с ранними 90-ми годами двадцатого века совпадает приход модной массовой популярной волны, охватившей весь мир и докатившейся и до нас, сугубо развлекательной рейв дискотечной музыкальной индустрии, которая всё больше становилась синонимом самого понятия «электронная музыка»; что положения не облегчало.
Отвергнув эту конформистскую модель исключительно прикладного предназначения развлекательной электронной музыки, композитор продолжает отстаивать собственные идеалы и следовать по пути современного искусства, в традиции открытий, сделанных им самим в 70-х и 80-х, и прогрессивных направлений интеллектуальной музыкальной международной сцены.
В период 1990-х Чекалин записывает немало альбомов; иногда выступает с весьма критическими публицистическими интервью в прессе и изредка на телевидении (ТВ программы 90-х — «Под Знаком Пи» 1991; «Музыка не для всех»: 1993; «Кафе Обломов» 1994; «Программа А» 1995)…
В 1995 году М. Чекалин выпускает двойной CD альбом под названием «Нонконформист», снабдив его, вместо обычных liner notes в буклете к диску, публицистическим эссе… Альбом включает несколько специально написанных треков, рефлексирующих на новые модные тенденции, в частности — два хардкоровских рейв-трека («Чекалин — крупнейший российский композитор-электронщик с негромким, но мировым именем..<> Поп-музыку Михаил писал или шутки ради, или с легкой неприязнью к объекту сочинения, препарируя и синтезируя её примерно с теми же настроениями и целями, что ученый в лаборатории, исследующий дохлую лягушку. Поскольку Михаил Чекалин — очень талантливый человек, с ненавистью и сарказмом он пишет поп- и данс-музыку значительно лучше и интереснее, чем масса иных авторов — с любовью и рвением. Замечательный альбом для ума и сердца, созданный одним из великих ненужных художников современной России». «Нонконформист» (1996) А. Троицкий, «Плейбой», январь 1997)
Наряду с электронными произведениями (в частности, в свет выходили такие CD, как «Бог фарфора» 1995; «Альбом с симфонией» 1996; «Избежание страсти к острым и колющим предметам» 1998) композитор возвращается, так сказать, к некогда забытому прошлому и отступает от своего сольного кредо человека-оркестра — не записываться ни с кем. Так, в 1994 году, появляется сочинение, исполненное и записанное вживую совместно с джазовым трио в студии театра «Современник» — позже «Вероятностная симфония в стиле джаз» будет выпущена в свет в Лондоне.(Leo records London,UK 2001); "Чекалин сделал своим эстетическим, социальным и политическим кредо не приспосабливаться, не сходиться и не сотрудничать ни с кем и всего добился исключительно в своей подвальной студии в Москве.(Филип Кларк, журнал Wire, 2002, Великобритания. Золотые годы советского нового джаза, Том 2 (Leo GY 405—408)
Также М. Чекалин возвращается к акустической классической музыке и пишет два крупных сочинения для оркестра — в мае 1997 года состоялась премьера одного из них в петербургском Большом зале филармонии им. Шостаковича. Позже, в 2001 году, это сочинение вкупе с другим, для камерного оркестра, «Последние времена года», выйдет на германском лейбле СС’nC под названием «Last Seasons» (посвящение концу XX столетия) и «Черный Квадрат» (памяти Малевича). Посетив в 1996 году Осло, в Норвежском театре он записывает акустические треки для CD альбома «Смена парадигмы», который, будучи окончательно смикшированным, выйдет в свет в 2007 году в США.
В 2000-е последует целая череда новых сочинений как акустических для ансамблей и камерного оркестра: «Четыре квартета»; «Музыка для гобоя, альта, баяна и ф-но»; «Концерт для альта и камерного оркестра в 6 частях»; «Похищение Европы для голоса, камерного оркестра и электроники»; «Русская удалая» (Сочинение 1975 года, адаптированное для камерного оркестра и синтезаторов (СD «Kidnapping Europe» CCn’C records/ DA-Music Germany), так и электронных работ и CD релизов в Америке и Германии: «Poruganie Patsifika». Post simphony in 9 parts- СD и DVD версия; «Untimely» Виртуальная симфония; «Paradigm Transition», «Catharsis», «PostEurock Symphony» а также два DVD: «Video History Light and Sound» и «ALIVE @ 50» — живое исполнение, записанное композитором в день своего пятидесятилетия, включающее 66-минутный «Post Requiem» (изданные США Eurock Records/ Mir Records).
Также в числе работ «Что такое есть По…» Моно-опера для драматической актрисы на тексты Хармса и Введенского. (см. журнал «Страстной бульвар» № 10) «…особенно ценится на Западе и за тевтонско-российский симфонический размах, и за умение воспроизводить тембры любых музыкальных инструментов так, что даже самая фантастическая электроника кажется их органическим продолжением». «Русский NEWSWEEK» 26 мая-1 июня 2008 № 22 Дмитрий Ухов. Среди недавних работ CD «Catharsis», вышедший в США, три новых сочинения 3 CD, выпущенные в Германии на Deutshe Astrophon Music/ CCn"C records — «Blowing Off Inferno», «Return Of Inferno» и «Living With the Inferno»… и др.
Спустя много лет произведения даже самых ранних альбомов переиздаются некоторыми современными лейблами сегодня, многие авторитетные зарубежные издания периодически публикуют статьи о том, что Михаил Чекалин со времён СССР является одним из самых радикальных новаторов электронной музыки в мире.
В ноябре 2019 года Михаил Чекалин стал лауреатом международной премии «Чистый Звук» в номинации «Симфоническая музыка» за лучшую запись собственного произведения «Времена Года и Черный Квадрат», изданного СС’n’C Records.
«… я считаю, Чекалин поразителен… это невероятная давно потерянная жемчужина, которую нельзя упустить!» (Фред Трэфтон «New Gibraltar Encyclopedia of Progressive Rock» CE-CM Chekalin, Mikhail 7/12/02)
«сдирает лак холодного академизма с пост-модернистской классической музыки 20 века, сращивая электронику с композиционной матрицей более свободной формы; Чекалин это поистине Mother of Invention… но — жидкие сравнения в сторону — Чекалин остаётся истинно самобытным творцом» Signal to Noise (США) № 50 Июнь — июль 2008 Даррин Бергстейн

### Смерть
Умер 28 декабря 2024 года в больнице в возрасте 65 лет в результате продолжительной болезни.

## Музыкальные произведения

### Дискография
Включает все официальные российские и зарубежные релизы на LP (виниле), CD и DVD.
LP:
- 1988 — «Вокализ в рапиде» (1984-85) // Мелодия C60 27165
- 1989 — «Пост-поп нон-поп» (1984, 1987-88) // Мелодия C60 28737
- 1991 — «Медитативная музыка для препарированного электрооргана 1» (1981-82) // Мелодия C90 31373
- 1991 — «Медитативная музыка для препарированного электрооргана 2» (1982) // Мелодия C90 31671
- 1991 — «Медитативная музыка для препарированного электрооргана 3» (1981-83) // Мелодия C90 31673
- 1991 — «Практическое музицирование 1» (1982-85) // Мелодия C90 31679
- 1991 — «Украдкой в промежутках весны и осени» (1986) // Мелодия C90 31675
- 1991 — «Практическое музицирование 2» (1984-87) // Мелодия С90 31677
- 1991 — «Зеленая симфония (1988), Ритуал ночи для голосов (1984)» // Мелодия C90 31375
- 1991 — «Пограничные состояния» (1988) // Мелодия C90 31377
- 1991 — «Симфония-фонограмма» (1989) // Мелодия C90 30665
- 1991 — «Введение в интуицию» (1989) // Мелодия C90 31681
- 1991 — «Concerto Grosso 1» (1989) // Мелодия C90 30667
- 1991 — «Concerto Grosso 2» (1989) // Мелодия C90 30669
- 2018 — «Ecstatic Lullaby» 1979—1987 (reissue) // Gost Zvuk Russian Federation GAR 001. Rel: 24 Aug 18
- 2018 — «A Bathroom For Esthete LP» (reissue) // Soviet Grail.

CD:
- 1991 — «Русская мистерия» (1989) // Мелодия SUCD-60 00295[12]
- 1993 — «Night Pulsation / Пульсация ночи» // Erdenklang (Germany) 30632[13]
- 1993 — «Фильм-музыка 1» (1991) // Russian Disc RDCD 00072
- 1993 — «Двойной альбом с симфонией в стиле нью-эйдж. Диск I» (91-92) // Russian Disc RDCD 00073
- 1993 — «Двойной альбом с симфонией в стиле нью-эйдж. Диск II» (91-92) // Russian Disc RDCD 00074
- 1995 — «Альбом с симфонией» (82-92) // Solyd SLR 0040
- 1996 — «Нонконформист» (2CD) (1983-96) // Tau TAU 00145/147
- 1997 — «Аналоговая магия» (4CD) (1979-89) // Tau TAU 00150
- 1997 — «Бог фарфора» (1996) // Tau TAU 00151
- 1999 — «Избежание страсти к острым и колющим предметам» (1998) // Tau TAU 00157[14]
- 2000 — "Concerto Grosso 1 // Boheme CDBMR 009169[15]
- 2001 — "Concerto Grosso 2 // Boheme CDBMR 012189[16]
- 2001 — «Вероятностная симфония в стиле джаз в 5 частях для 4 исполнителей» / Leo (UK) GY 407[17]
- 2001 — «Last Seasons / Последние времена года. (1998). Black Square / Чёрный квадрат (1996)» / CCn’C / DA-music (Germany) 01612[18]
- 2002 — «Сатурн. Изделие №…» // Citadel CDL 885-02
- 2003 — «Фортепиано» (2002) // Citadel CTCD 043
- 2003 — «Медитативная музыка для препарированного органа, диск 1» (1979-83) // Citadel CTCD 045
- 2003 — «Медитативная музыка для препарированного органа, диск 2» (1979-83) // Citadel CTCD 046
- 2004 — «Симфония-фонограмма, диск 3» (1980—89) / Nex NG 4045[19]
- 2004 — «Зеленая симфония. Пограничные состояния, диск 4» (1980—88) // Nex NG 4043[20]
- 2004 — «Украдкой в промежутках весны и осени, диск 5» (1986—1993) // Nex NG 4044[21]
- 2004 — «Языческая сюита» (1990—91) // Nex NG 4046[22]
- 2004 — «Paradigm Transition / Смена парадигмы» (1996) // Mir Records Eurock USA[23]
- 2004 — «Untimely / Не ко времени» (2002—04) // Mir Records Eurock USA[24]
- 2005 — «Poruganie Patsifika / Поругание Пацифика» // Mir Records Eurock USA[25]
- 2008 — «Что такое есть пО…» моNo-опера для драматической актрисы на слова А. Введенского, Д. Хармса, И. Бахтерева // ДиректМедиа[26]
- 2008 — «Kidnapping Europe / Похищение Европы» // CCn’C (Germany) 04614[27]
- 2010 — «Catharsis / Катарсис» // Mir Records Eurock USA[28]
- 2011 — «Blowing Off Inferno» // CCn’C (Germany) 04621[29]
- 2011 — «The Return Of The Inferno» // CCn’C (Germany) 04622[30]
- 2012 — «Living With The Inferno» // CCn’C (Germany).

В 2012 Американский лейбл Mir Records/Eurock выпустил 39 CD. Антологическое издание представляет сочинения, записанные на протяжении 1970-х — 2000-х. Historic Edition в шести дисках(vol.1-vol.6) с записями 70-х и начала 80-х; также сочинения восьмидесятых и девяностых и некоторые переиздания прежде уже издававшихся записей на виниле; и новые работы, записанные в 2000-е. Ранее не изданные записи, а также новые альбомы представлены в следующем списке:
- Historic Edition Vol. 1 [1970s-1980s] «A Well Prepared Electric Organ» // Mir Records Eurock USA
- Historic Edition Vol. 2 [1970s-1980s] «Background — Underground» // Mir Records Eurock USA
- Historic Edition Vol. 3 [1970s-1980s] «Free Piano» // Mir Records Eurock USA
- Historic Edition Vol. 4 [1970s-1980s] «Just Bits and Pieces» // Mir Records Eurock USA
- Historic Edition Vol. 5 [1970s-1980s] «Open Piano Psychedelic Nocturne…» // Mir Records Eurock USA
- Historic Edition Vol. 6 [1970s-1980s] «Tercium Organum. Disturbances….» // Mir Records Eurock USA
- Music For Film MCD1012 [1989] // Mir Records Eurock USA
- Dissonata MCD1011 [1989] // Mir Records Eurock USA
- Existentions MCD1013 [1990] // Mir Records Eurock USA
- Reflections MCD1014 [1990] // Mir Records Eurock USA
- In Concert I MCD1017 [1993] Mikhail Chekalin / Alexander Eisenstadt //Mir Records Eurock USA
- In Concert II MCD1018 [1993] Mikhail Chekalin / Alexander Eisenstadt // Mir Records Eurock USA
- Ad Marginum MCD1019 [1996] // Mir Records Eurock USA
- Piano Variations MCD1020 [1998] // Mir Records Eurock USA
- Incantation Songs MCD1021 [1999, mixed 2002] // Mir Records Eurock USA
- The PostElectric Symphony MCD1022 [2007] // Mir Records Eurock USA
- Postrealism — 1 MCD1023 [2008] // Mir Records Eurock USA
- Postrealism — 2 MCD1024 [2008] // Mir Records Eurock USA
- Supremus Continue MCD1039 [2011-2012] // Mir Records Eurock USA
- Requiem for Unofficial Moscow Artist / PostSymphony No. 12 MCD1040 [2014] // Mir Records Eurock USA
- Symphony #13 MCD1042 [2014] // Mir Records Eurock USA
- PostAmbient Symphony MCD1043 [2014] // Mir Records Eurock USA
- Mahavox Symphony — 1 MCD1044 [2015] // Mir Records Eurock USA
- Mahavox Symphony — 2 MCD1045 [2015] // Mir Records Eurock USA; BiblioGlobus / Sony Music [2015] Mikhail Chekalin MahavoxSymphony 2CD
- PIano No Concerto, Protest, Anthems MCD1046 [2015] // Mir Records Eurock USA
- Alive@50 MCD1048 [2016] rec. in may 2009 Live // Mir Records Eurock USA
- NeoAmbient Postmeditative/ Are We Here Are We Long Gone MCD1049 [2016] // Mir Records Eurock USA
- The Eurock Post-Symphony MCD1050 [2018] //Mir Records Eurock USA

DVD:
- 2005 — «59 стихотворений русских поэтов о любви» музыкально-поэтический саундтрек // ДиректМедиа[31]
- 2006 — «Осень Небожителя. Лирика Ли Бо» для чтицы и инстр. пьесы в 7 частях // ДиректМедиа[32]
- 2006 — «Лешики» музыкальная сказка для детей // ДиректМедиа
- 2007 — «Поругание Пацифика» // ДиректМедиа[33]
- 2007 — «Poruganie Patsifika» // Mir Records Eurock USA[34]
- 2009 — «Video History of Light & Sound Vol.1» // Mir Records Eurock USA[35]
- 2009 — «Video History of Light & Sound Vol.2» // Mir Records Eurock USA[36]
- 2009 — «Alive@50» // Mir Records Eurock USA[37]

Сборники:
- 1992 — «Looking East — Estonia And Russia» // Erdenklang (Germany) 29612, три пьесы[38]
- 1994 — "Various — New Age — EMI (LP). Трек «Origin of Spices».
- 1996 — «Deus Ex Machina» // Indigo (Germany) 1368-2, одна пьеса
- 1999 — «Beautiful Morning — Wonderful Night. Romantic Vampires» // KOCH (Austria) 333 182, две пьесы
- 2007 — «Music from Utopia — Reloaded» // Erdenklang (Germany) 971485, одна пьеса[39]

### Музыка для художественного, документального и анимационного кино
- 1987 — «Малыш» А. и Б. Стругацкие // Главная редакция программ для детей и юношества ЦТ (Реж. Алексей Бородин, Юлия Косарева)[40]
- 1987 — «Бездна» (Этот фантастический мир, Вып. 13)[41]
- 1989 — «Поражение» // ЦСДФ (Реж. Михаил Павлов)[42]
- 1989 — «Диссоната» // ВПТО «Видеофильм» (Оператор и постановщик Игорь Хорев)[43]
- 1989 — «Абсолютное соло» // ЦСДФ (Реж. Татьяна Юрина)[44]
- 1989 — «Абсолютная защита» (Этот фантастический мир, Вып. 15)[45]
- 1990 — «Психодинамика колдовства» (Этот фантастический мир, Вып. 16)[46]
- 1991 — «Призрак» // «Мосфильм»[47]
- 1991 — «Введение в интуицию» // РТР (Реж. Ирина Бахтина)[48]
- 1991 — «Крест милосердия» // «Беларусьфильм» (Реж. Диамара Нижниковская)[49]
- 1992 — «Крысиный угол» // «Мосфильм» и Студия «Ритм»[50]
- 1992 — «Крысолов» // Киностудия ВГИКа (Реж. Юрий Покровский)[51]
- 1992 — «Гипнэротомахия» // Студия «Пилот» А. Татарского (Реж. А. Свислотский)[52]
- 1992 — «Введение» // Студия «Пилот» А. Татарского (Реж. Ренат Газизов)[53]
- 1992 — «Интродукция» // Студия «Пилот» А. Татарского (Реж. Ренат Газизов)[54]
- 1993 — «Происхождение видов» // Студия «Пилот» А. Татарского (Реж. Ренат Газизов)[55]
- 1994 — «Цветы провинции»[56]
- 1994 — «Добро пожаловать в XXI век. День шестой» // (Реж. Алексей Демин)[57]
- 1995 — «Выход (Потоп Сознания)» // «Союзмультфильм» (Реж. Елена Пророкова)[58]
- 1998 — «Слушайте Россию» // (Реж. В. Тихонов)[59]
- 2002 — «Между жизнью и смертью» // «Беларусьфильм» (Реж. Дмитрий Зайцев)[60]
- 2008 — «Стая» // «Беларусьфильм» (Реж. Дмитрий Зайцев)[61]

### Музыка для театра, балета
- 1982 — «До третьих петухов» В. Шукшин
- 1984 — «Малыш» А. и Б. Стругацкие // ЦДТ (Реж. А. Бородин)
- 1985 — «Детектив каменного века» А. Володин // Театр на Малой Бронной (Реж. А. Эфрос)
- 1988 — «Фауст. XX век» балет на льду // (Постановка Игоря Бобрина)[62]
- 1990 — «Археология» А. Шепенко // МХАТ (Реж. М. Кочетков)
- 1991 — «Вишневый сад» А. Чехов // Московский Театр мимики и жеста (Реж. Борис Щедрин)
- 1997 — «Прощайте… и рукоплещите!» // Театр О. Табакова[63]

## Публикации
- «Сон Люцифера». Статья о концертах в Москве Карлхайнца Штокхаузена Мелодия, 1990, № 3
- «Воскресение в ожидании среды». Альманах «Контекст Nona»[64], Выпуск 5, январь 2000
- «Самая проникновенная музыка конца света». Стерео & Видео, 1997-98
- «Импроизведение, но не только». Музыка & Электроника, № 2 2011
- Михаил Чекалин «Памяти моего друга легендарного художника — восьмидесятника Александра Куркина». Москва, 2013
- Аудиовизуальные проекты группы «АКВИО». К ПРОБЛЕМЕ ИСПОЛЬЗОВАНИЯ НОВЫХ ТЕХНОЛОГИЙ В НЕОФИЦИАЛЬНОМ ИСКУССТВЕ МОСКВЫ 1970—1980-х. Московский гос. университет им. М. В. Ломоносова. Философский факультет. Кафедра эстетики. «Границы современной эстетики и новые стратегии интерпретации искусства». Материалы IV Овсянниковской международной эстетической конференции. Сборник научных докладов. Москва, МГУ. 23-24 ноября 2010. А. К. Флорковская (читать текст)
- «Вокализ в рапиде». Наш НеФормат, журнал «Мелодия» № 02’1988 (КВАДРО, хэви-метал, электронная музыка).
- «Вокализ в рапиде и Post-Pop — Non-Pop». Журнал «Billboard» (20 Января 1990).
- Журнал «Keyboard», 1988, (США).
- "Столичный затворник. «Литературная газета», апрель 2003.
- «Размыкающие цепь». Журнал «Signal to Noise» (США), Выпуск № 50 / июнь — июль 2008.
- MIKHAIL CHEKALIN: WEIRD ELECTRONICS RUSSIAN STYLE. AUDION magazine. Alan Freeman . 2013.
- Михаил Чекалин POST-POP — NON-POP Д. Ухов. Дмиртрий Ухов. Мелодия 1989
- Fred Trafton — Mikhail Chekalin’s LP/CDs. The New Gibraltar Encyclopedia of Progressive Rock.
- Alle besprochenen Veröffentlichungen von Mikhail Chekalin. Babyblaue-seiten.
- Episode dedicated to the music of Mikhail Chekalin (Михаил Чекалин). NTS — Radio. 12 September 2018.
- «Студия электронной музыки и динамической светографики». К истории московского неофициального искусства (стр.206-211). ГИТИС Альманах 3 (стр.206-211).
- Progression Magazine issue№ 51.
- «Poruganie Pacifika». ProgressiveWorld.net, Stefanie Sollow, USA, 03/03/08. «Poruganie Pacifika».
- «Concerto Grosso». ProgressiveWorld.net, Stefanie Sollow, USA, 12/01/2003 «Concerto Grosso»
- Meditative Music for Prepared Electric Organ. Rockliquias lunes, 21 de noviembre de 2016.
- Mikhail Chekalin — Mikhail Chekalin -Det undervurderede, post-impressionistiske geni bag jerntæppet. PassiveAgressive. October 13 2017
- Music and Second Culture Post Millenium. A. Patterson ISBN 149362797X.
- Music and Second Culture Crash: Eurock. A. Patterson. ISBN 1512337137 / 2015.

## Интервью
- Интервью Арчи Паттерсона с Михаилом Чекалиным // (www.eurock.com). 2006
- «О названии и сути. Композитор Михаил Чекалин полемизирует». Московский Комсомолец 23 декабря 1987.
- «Танцы с хорьками». «Московский Комсомолец», 30 декабря 1996.
- «Цифра как муза». Hard’n’Soft, № 1.2010
- «Несколько встречных эпизодов из прошлых лет и несколько прошлых тем сегодня». Дополнения к предыдущему интервью в Hard’n’Soft, № 1.2010
- Специально для Hard’n’Soft, № 6.2010.
- «Мысли вслух». Елена Орлова, кандидат искусствоведения, Журнал «Музыка и Электроника»№ 2, 2013, Москва
- «Человек на все времена». Журнал «Птюч», 09/2001. Стр. 92-94.
- «Введение в Интуицию». Документальный фильм и интервью (1994).
- Интервью с Михаилом Чекалиным. Программа Артемия Троицкого «Кафе Обломов» 1994.
- «Абсолюное Соло». Док. фильм и интервью с Дмитрием Уховым. 1990.
- «В ожидании мецената». Документальный фильм о товариществе молодых художников «Марс» .
- Арт-проект Михаила Чекалина «Вне времени». Новости культуры.
- «Под знаком Пи». Галерея «М’арс». Лев Николаев / НТВ 1991.
- «Дискуссия с Михаилом Чекалиным». Red Bull x Strelka. 2019
- «Ihr im Westen denkt, es wäre immer alles eindeutig gewesen». Florian Sievers 2020.